# A Lenda de Ero de Armenteira
A lenda de são Ero de Armenteira. O mosteiro de Santa Maria de Armenteira sempre foi relacionado com a lenda de seu fundador, o abade D.Ero.

## O milagre de Santa Maria
No século XII, um cavaleiro chamado Dom Ero fundou um mosteiro em suas terras,ele pediu ajuda de são Bernardo de Claraval, fundador da Ordem Cisterciense, que o enviou quatro monges para iniciar o mosteiro. Anos mais tarde, ele se tornou o abade do mosteiro.
Segundo a lenda D.Ero o abade estava sempre implorando a Virgem Maria, para mostrar-lhe apenas um vislumbre do que seria a graça divina, ansiava pelo dia em que ele seria capaz de compreender o conceito de paraíso de bem-aventurança, no entanto, ele vivia sob a impressão de que sua amada virgem não ouvia suas orações.
Um dia, ele decidiu ir para uma caminhada ao redor da floresta que cercava o mosteiro, um belo cenário cheio de pinheiros, carvalhos e outras espécies nativas. Ele tomou depois de se sentar em uma pedra, de repente, o alegre canto de um pássaro capturou sua atenção. Ele sentou-se ali por um tempo, fascinado com a paz e a beleza que o pássaro trouxe para a sua alma.
Não muito depois disso, ele voltou para o seu mosteiro, pois já estava a ficar escuro e ele não queria que seus irmãos, se preocupassem com ele. Quando bateu na porta do mosteiro, ele foi recebido por um monge completamente desconhecido para ele. Desconfiado, o monge lhe perguntou quem ele era. Quando ele respondeu-lhe que ele era o abade Ero, o monge, confuso, começou a chamar seus irmãos, não tendo certeza se o homem estava em seu juízo perfeito. D.Ero lhes disse quem era e o que ele vinha fazendo. Quando os irmãos explicaram o ano em que estavam, D.Ero percebeu, para seu espanto de que mais de trezentos anos se passaram! E, de repente, ele tornou-se ciente de que o que ele pensava ter sido de apenas três minutos a ouvir um pássaro cantar, tinha sido realmente trezentos anos contemplando a glória do paraíso. Virgem Maria tinha, finalmente, lhe concedido o seu desejo.

## A popularidade da lenda
Esta lenda, relacionada a outros de conteúdo semelhante está relacionado com a tradição celta, se tornou muito popular no século XIII, quando o rei Afonso X, o Sábio, incluiu-a no seu famoso Cantigas de Santa Maria, uma recompilação de milagres atribuídos à Virgem Maria. Ele dedicou a sua cantiga (poema ou canção) número 103 a lenda de são Ero.
O grande escritor Galego, Ramón María del Valle Inclán, também contribuiu para difundir a lenda incluindo-a no seu trabalho "Aromas de Leyenda" (1907), uma coleção de 14 de poemas Galegos.